# Nova Reforma Apostólica
A Nova Reforma Apostólica (NRA) é um movimento teológico evangelicalista originado nos Estados Unidos, "com um bem definido projeto de dominação política", presente principalmente no pentecostalismo e no movimento carismático evangélico. O ponto central desta reforma é a presença dos cinco ministérios, conforme descritos em Efésios 4:11, como dons espirituais para a Igreja. Esses cinco ministérios são: apóstolo, profeta, evangelista, pastor e mestre.

## História
As origens da Nova Reforma Apostólica (NRA) estão associadas ao evangelicalismo fundamentalista dos anos 1970, à nova direita cristã, e da utilização conjunta da teologia da prosperidade e da teologia do domínio, visando a criação de uma teocracia, onde todos os aspectos da sociedade seriam regidos pela "Lei de Deus". Isto levou ao surgimento de iniciativas como o "Kingdom Now", do pastor Earl Paulk, ou o movimento Moral Majority, criação do senador republicano Jesse Alexander Helms e do pastor Jerry Falwell, cujo objetivo seria "recristianizar a América" (ou, mais especificamente, legitimar a interferência direta da igreja na sociedade através do poder político). Na mesma seara, apareceram outros movimentos mais radicais, como o Reconstrucionismo cristão de Gary North, que leva a teologia do domínio ao extremo (inclusive, adotando a lei mosaica na punição de crimes).
A Nova Reforma Apostólica surge em 1996 por obra do pastor C. Peter Wagner, embora este sempre tenha negado ser o fundador do movimento, mas apenas um "padrinho intelectual". Professor por 30 anos do Seminário Teológico Fuller, em Pasadena, ele assinalou que a principal diferenciação da NRA para as outras manifestações do protestantismo é a restauração do ofício apostólico (daí o termo estar no nome do movimento). Mesmo negando a liderança, Peter Wagner escreveu vários livros nos quais sistematiza o movimento, e foi o responsável pela criação das duas principais iniciativas globais que propagam seu método: a International Coalition of Apostles e o Apostolic Council of Prophetic Elders.

## Estrutura
Na estrutura da NRA, profetas são tão importantes quanto apóstolos (título que Peter Wagner passou a portar em 1998), já que boa parte da doutrina da entidade é recebida através de pessoas que seriam escolhidas por Deus, os profetas. Todavia, ainda segundo Peter Wagner, é necessário um alinhamento entre apóstolos e profetas, pois apenas os primeiros têm autoridade divina para interpretar e realizar o que Deus pede através dos segundos.
Os apóstolos também são importantes porque apenas através deles pode ser liderada a luta pelo domínio do mundo, ora em mãos de Satanás. Este domínio será conquistado quando os cristãos controlarem os "sete montes" da influência social: Religião, Família, Educação, Governo, Mídia, Artes e Entretenimento e Negócios.
Os apóstolos são ainda divididos em duas grandes categorias: verticais e horizontais. Os apóstolos verticais seriam mais ligados à igrejas específicas ou a grupos de pastores, enquanto os horizontais lidariam com grupos de líderes e outros apóstolos.

## Figuras notáveis
Embora poucas organizações defendam publicamente sua ligação com a NAR, movimento conhecido pela teologia do domínio e pela crença nos ministérios contínuos de apóstolos e profetas, há vários indivíduos frequentemente associados a este movimento, incluindo:
- Lou Engle, fundador do "TheCall" e cofundador do "The Send"[6]
- Bill Johnson, líder da Bethel Church[7]
- C. Peter Wagner, criador do termo "Nova Reforma Apostólica" e seu principal apologista[8]
- Todd White, do movimento Lifestyle Christianity e cofundador do "The Send"[9]
- Cindy Jacobs, cofundadora da Generals International[10]
- Michael Flynn, ex-assessor de segurança nacional de Donald Trump, criador do "ReAwaken America" Tour[11]
- Marjorie Taylor Greene, congressista republicana[12]
- Lauren Boebert, congressista republicana[12]
- Roger Stone, consultor político republicano[12]